# Bronisław Maciej Gryczyński
Bronisław Maciej Gryczyński, ps. „Sprężyna”, ur. 18 września 1936 w Warszawie, zm. 7 sierpnia 2023 w Łodzi –  polski alpinista, taternik, lekarz, prof. dr.hab. laryngologii i audiologii Akademii Medycznej w Łodzi, kierownik Katedry i Kliniki Otolaryngologii Uniwersytetu Medycznego w Łodzi, autor prac naukowych.

## Kariera naukowa
Ukończył Akademię Medyczną w Łodzi. Specjalista otolaryngolog (1968), audiolog (1976), audiolog i foniatra (2005), dr n. med. (1972), dr hab. (1980), prof. (1991), prof. zw. (1999). Wieloletni z-ca kierownika i kierownik Katedry i Kliniki Otolaryngologii AM/UM w Łodzi (1975 – 2006). Autor 331 publikacji naukowych, promotor 10 przewodów doktorskich.

## Działalność wspinaczkowa
Był jednym z najwybitniejszych polskich wspinaczy lat 60. XX wieku. Wspinał się od 1953 roku. Autor wielu pierwszych przejść letnich i zimowych w Tatrach, m.in. cztery Sprężyny – na Małym Młynarzu (1960), na ścianie Kotła Kazalnicy (1961), na wschodniej Mnicha (1961) i na zachodniej Kościelca (1966).
Uczestniczył w pierwszych przejściach zimowych dróg: hakowy kant Mnicha (1958) grań Wideł pod włos – ze wschodu na zachód (1959); pd. ściana Małego Kołowego - drogą Motyki (1959) pn.-wsch. ściana Kozich Czub drogą Wicherkiewicza (1960) zach. ściana Kościelca drogą Dziędzielewicza (1960) kant Zamarłej Turni (1960). Zimą pokonał także pn.-wsch. filar Mięguszowieckiego Szczytu, wschodni Filar Ganku oraz lewą depresję Kazalnicy Mięguszowieckiej
W latach 1958 i 1961 wspinał się na Kaukazie. Wszedł na Dombaj-Ulgeni (4046 m n.p.m.), Sofrudżu i przeszedł pn. ścianę Scheldy-tau (4295 m n.p.m.) drogą Przez Rybkę.
W latach 1962–1966 wspinał się w Alpach. Uczestniczył w drugim przejściu centralnego Filara Freney na Mont Blanc i piątym przejściu pn.-wsch. filara Les Droites (1962), przejściu północnej ściany Aiguille Blanche de Peterey (1966).
Należał do grupy alpinistów dokonujących pierwszych zimowych przejść w Alpach: północno - wschodni filar Les Droites (1963), północna ściana Aiguille Verte drogą Contamine'a (1965).
W 1963 wziął udział jako lekarz i uczestnik Trzeciej Polskiej Wyprawy w Hindukusz. Wszedł na dwa wysokie sześciotysięczniki: Kohe Keshni Khan (6755 m n.p.m., nowa droga) i Languta-e Barfi (6827 m n.p.m., pierwsze wejście).
W 1969 uczestniczył w zimowej wyprawie w Atlas Wysoki w Maroku. Wszedł na Tubkal (4167 m n.p.m.) i dokonał m.in. pierwszego przejścia zach. filara Tizi n' Ouanoumss (3630 m n.p.m.) oraz trawersowania grani Agueli – Akioud (4030 m n.p.m.).
Był członkiem honorowym Łódzkiego Klubu Wysokogórskiego i Polskiego Związku Alpinizmu.

## Życie prywatne
Był miłośnikiem i wybitnym znawcą gór i górskiej pogody, co niejednokrotnie uratowało jemu i jego wspinaczkowym partnerom życie i zdrowie. Wieloletni narciarz, żeglarz i tenisista.

## Odznaczenia
- Krzyż Kawalerski Orderu Odrodzenia Polski (2006)[9]
- Złoty Krzyż Zasługi (1986)
- Odznaka Za Wzorową Pracę W Służbie Zdrowia (1995)
- Medal Srebrny Za Wybitne Osiągnięcia Sportowe – alpinizm (1963)
- Honorowa Odznaka m. Łodzi (1963)[3]